# Bulbophyllum adelphidium
Bulbophyllum adelphidium är en orkidéart som beskrevs av Jaap J. Vermeulen. Bulbophyllum adelphidium ingår i släktet Bulbophyllum och familjen orkidéer. Inga underarter finns listade i Catalogue of Life.